# Шестиколісний привід

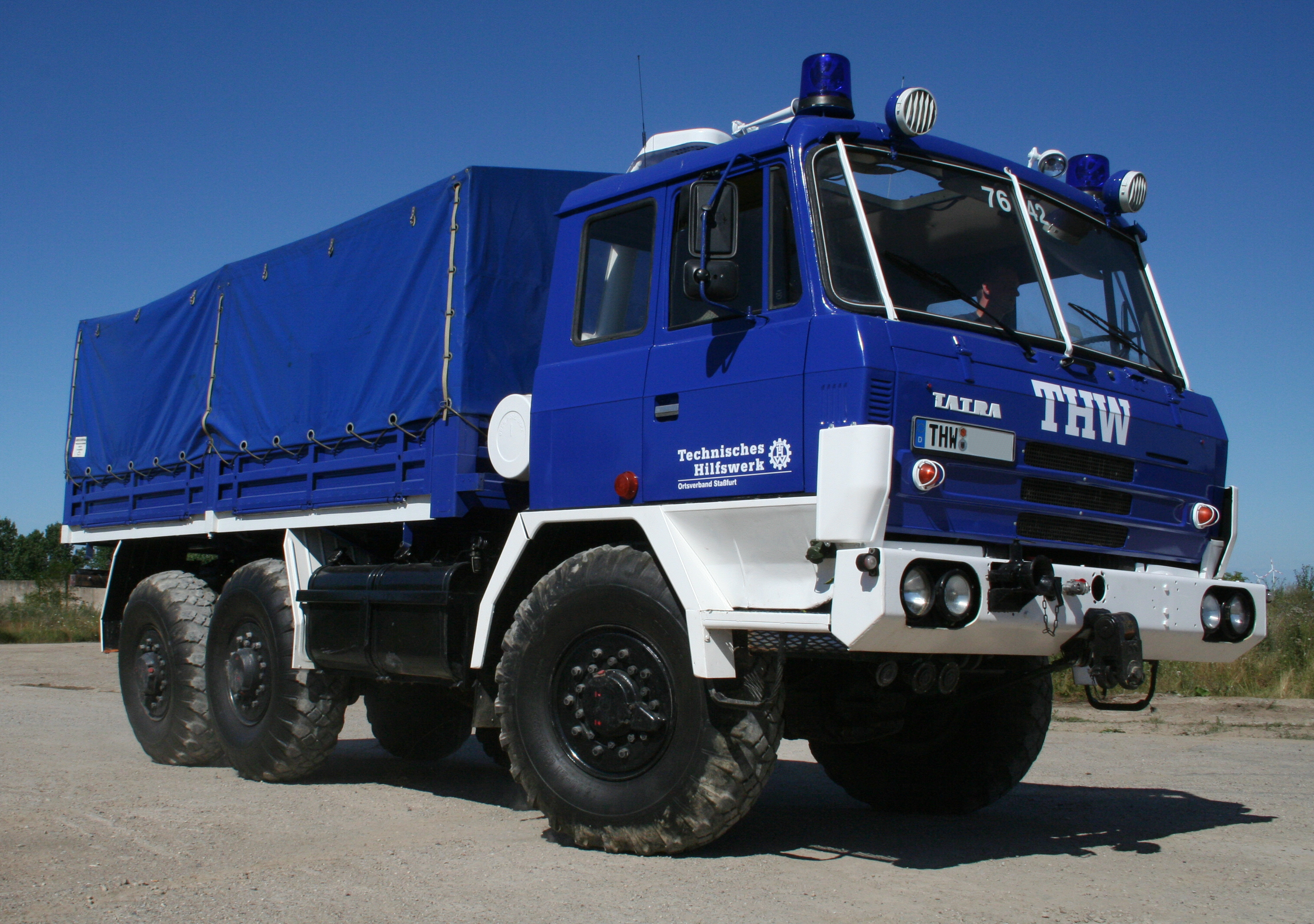
Tatra 815

Шестиколісний привід (6WD або 6×6) — це повнопривідна конфігурація трансмісії з трьома осями з принаймні двома колесами на кожній, які можуть одночасно приводитися в рух двигуном автомобіля. Подібна конфігурація в основному обмежена такими транспортними засобами, як важкі позашляховики, всюдиходи, тягачі, сільськогосподарська техніка, військова колісна бронетехніка тощо.
Більшість транспортних засобів із приводом 6×6 мають або передню вісь і дві задні (з кермуванням лише передньої пари), або три рівномірно розташовані осі в різних конфігураціях кермування. Зазвичай такий транспортний засіб має шість коліс, всі з яких за визначенням є приводними, також існують десятиколісні варіанти, у яких на осях після першої розташовано по дві пари здвоєних коліс, які також позначаються як 6×6. Для більшості військових застосувань, де зчеплення/мобільність вважаються важливішими, ніж здатність до корисного навантаження, нормою є одинарні колеса на кожній осі.

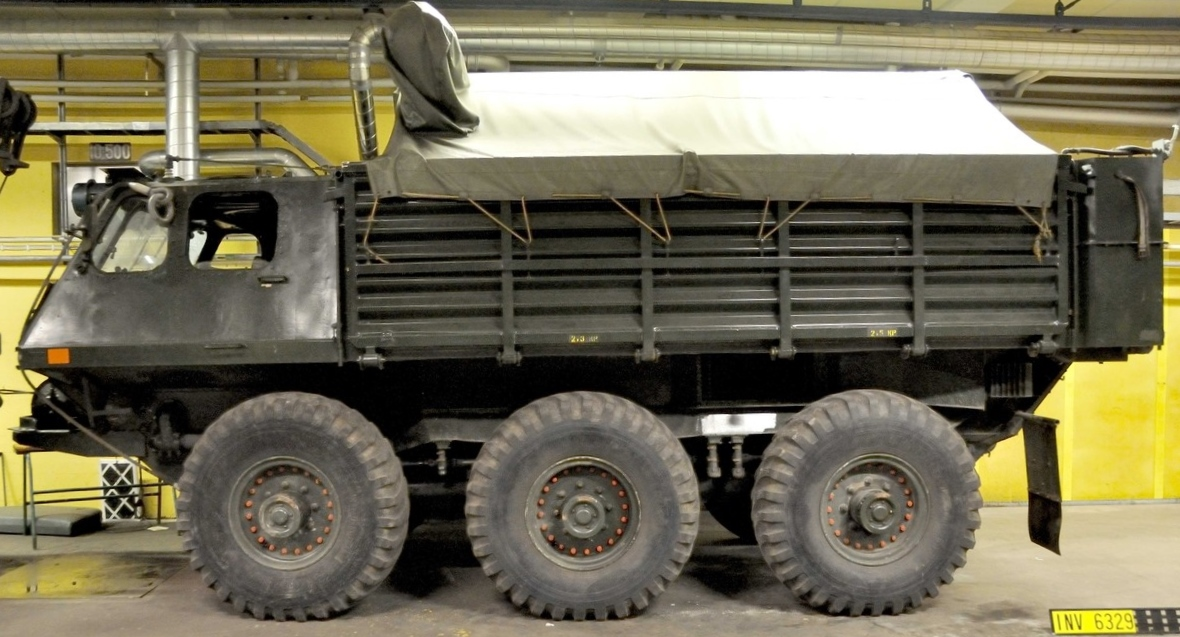
Alvis Stalwart з трьома рівномірно розташованими осями.

Баластні тягачі конфігурації 6×6 широко використовуються в ролі тягачів як у військовій сфері (танковози, артилерійські тягачі), так і в комерційних цілях — зокрема у лісозаготівлі та перевезенні важкого обладнання, як по дорогах, так і по бездоріжжю.
Для використання на дорозі привід може бути обмежений двома задніми осями з метою зниження навантаження на трансмісію, зменшення зносу шин і економії палива.

## Приклади
Військова/комерційна техніка
- Канада: вантажівки Western Star
- Німеччина: Mercedes-Benz Actros, Mercedes-Benz Zetros
- Росія: Урал-4320, ЗІЛ-131
- США: Heavy Equipment Transport System[en] (також існує у варіанті 8x6 із втяжною середньою віссю)
- Україна: КрАЗ-255Б
- Чехія: Tatra 815

## Галерея

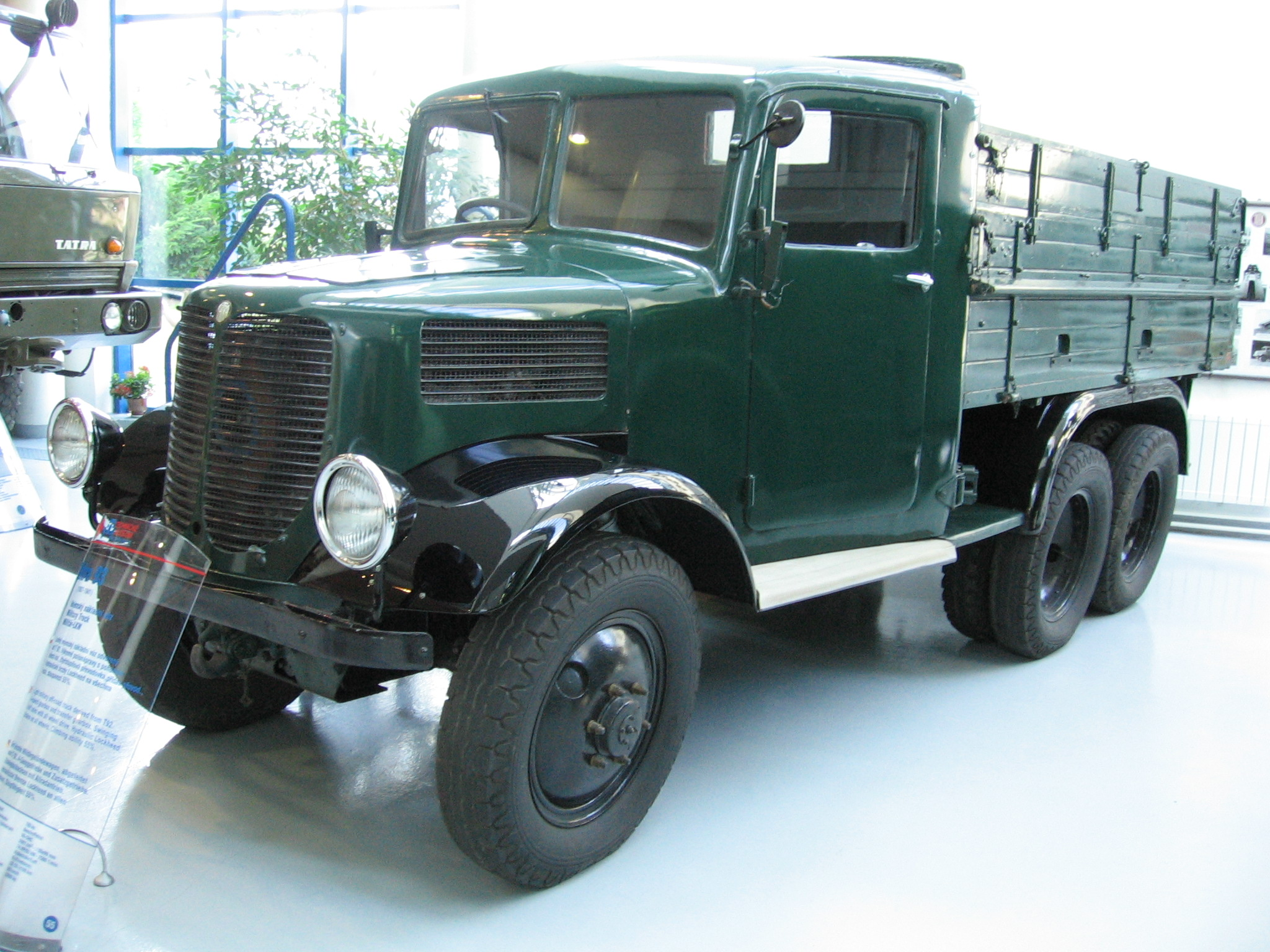
6x6 Tatra 93[en] (1938)
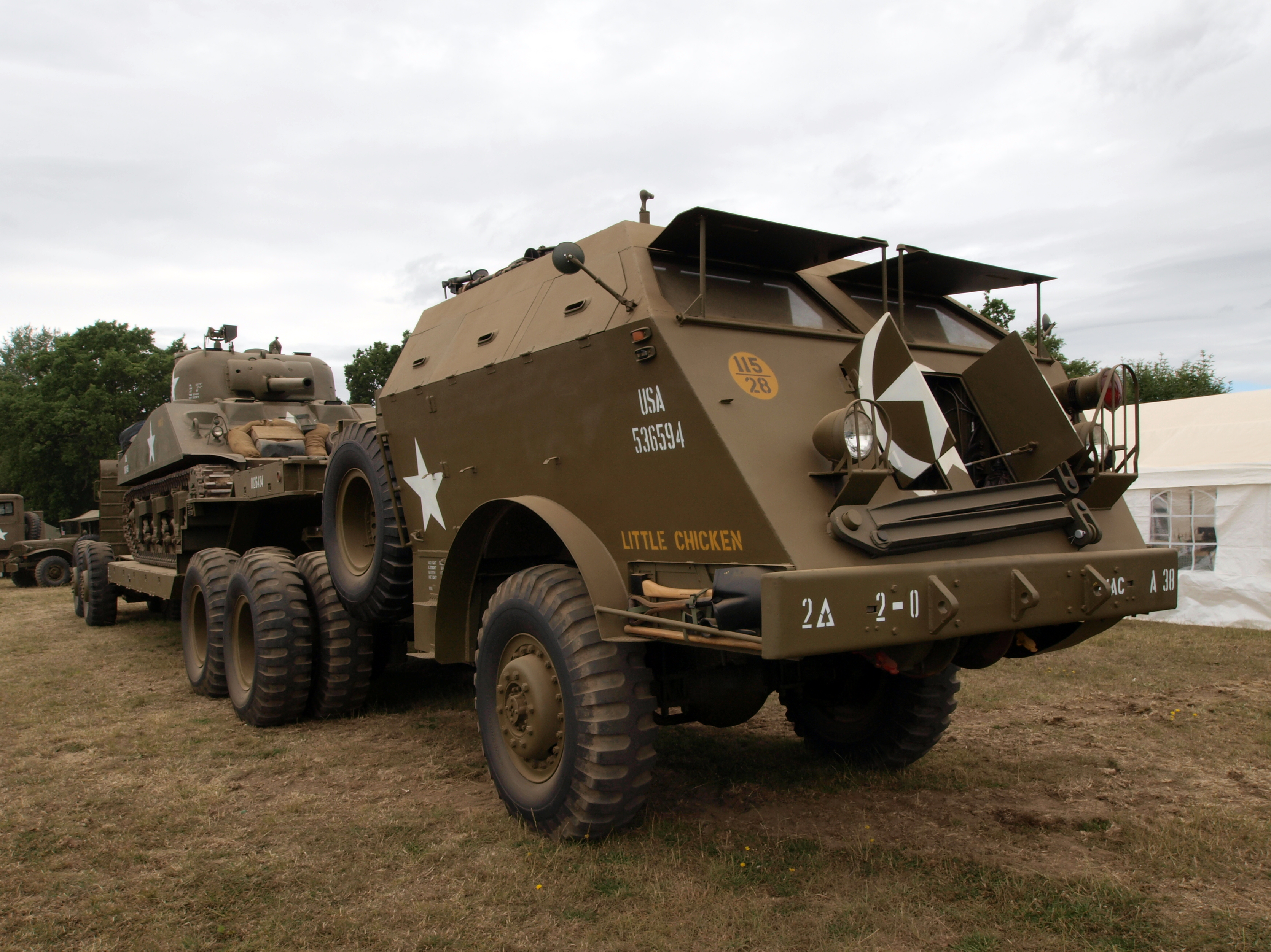
Десятиколісний броньований танковоз M26 виробництва Paccar
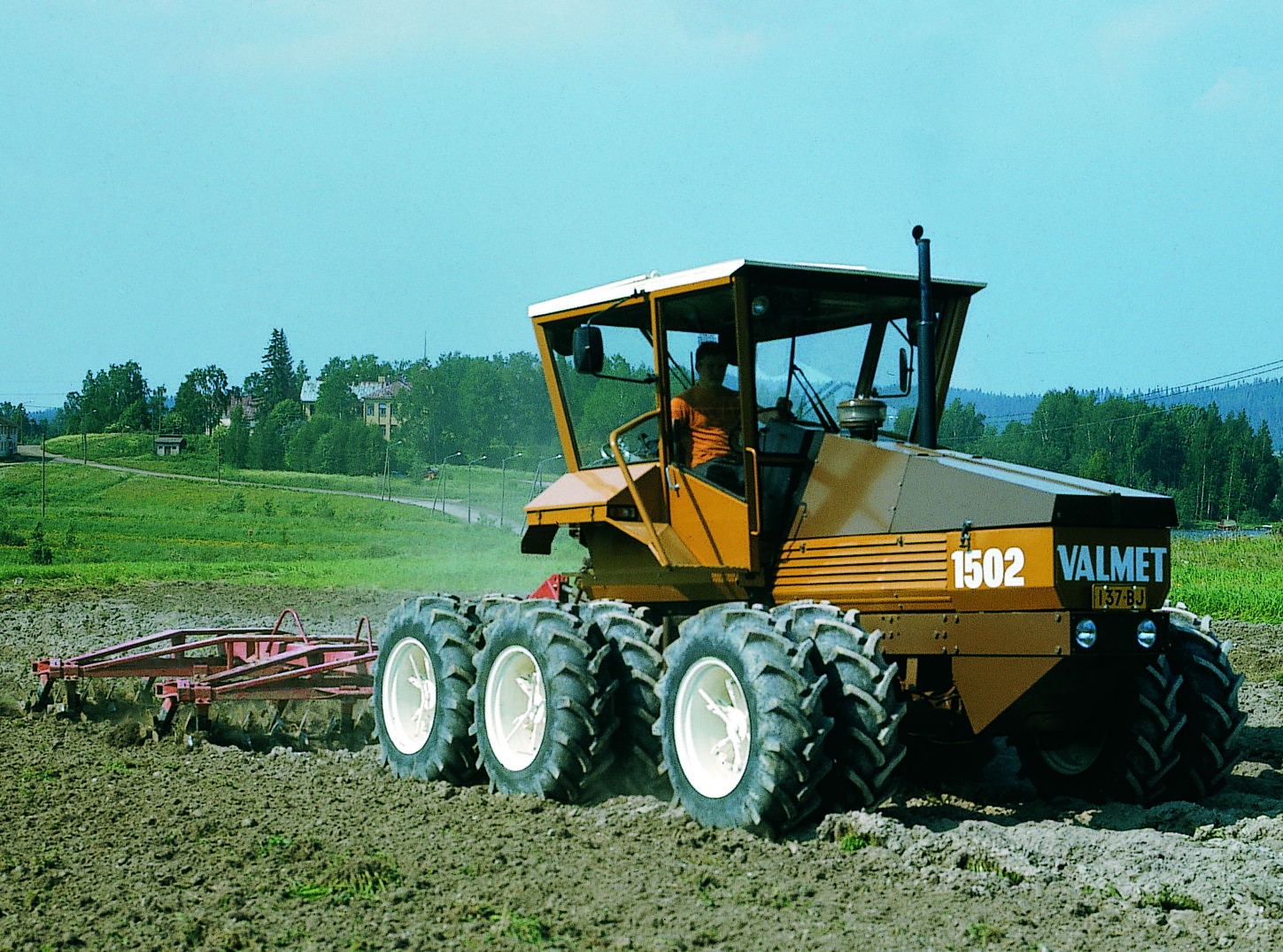
Трактор Valmet 1502[en]
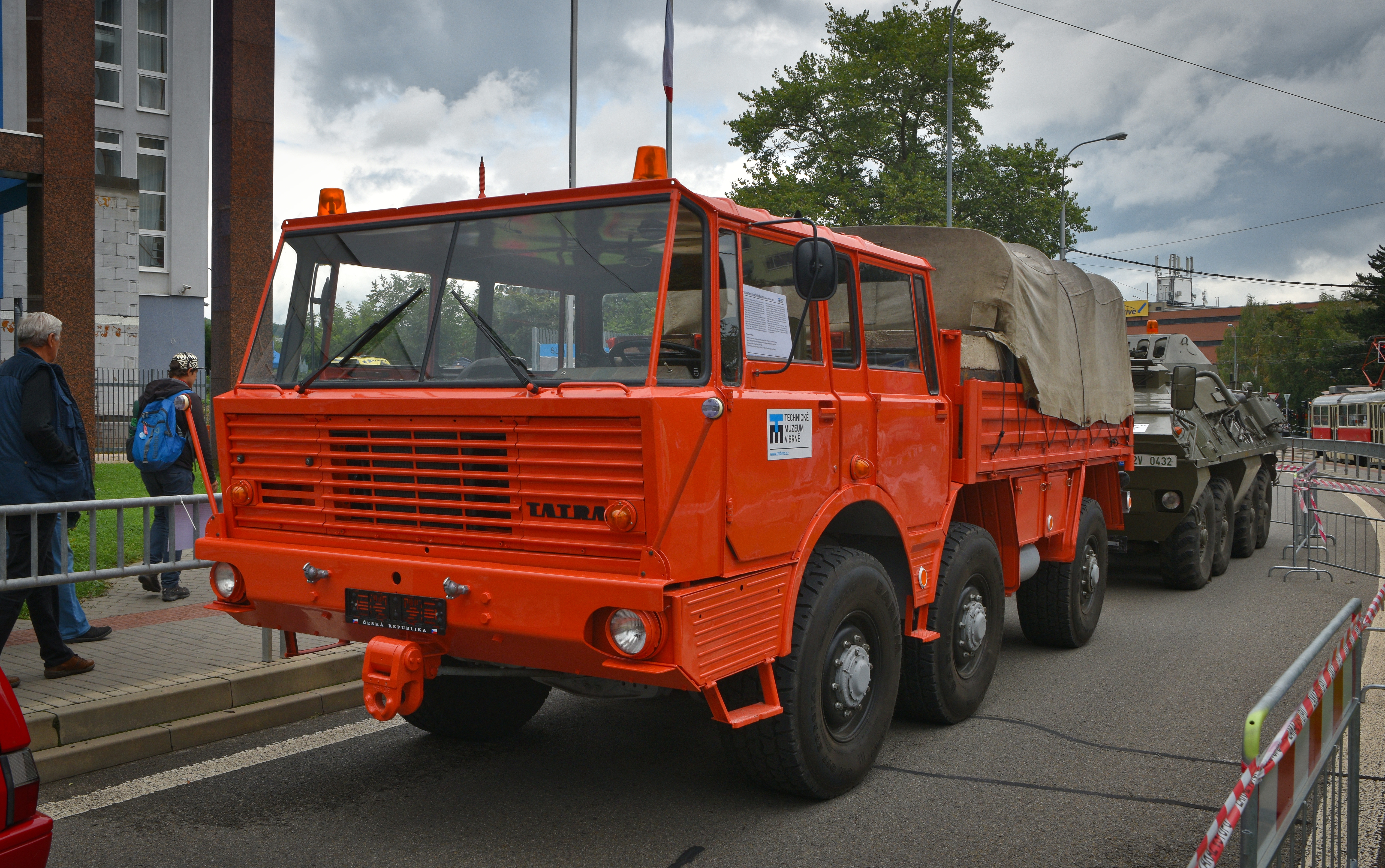
Незвична конфігурація з двома передніми осями та однією задньою на чеській Tatra 813
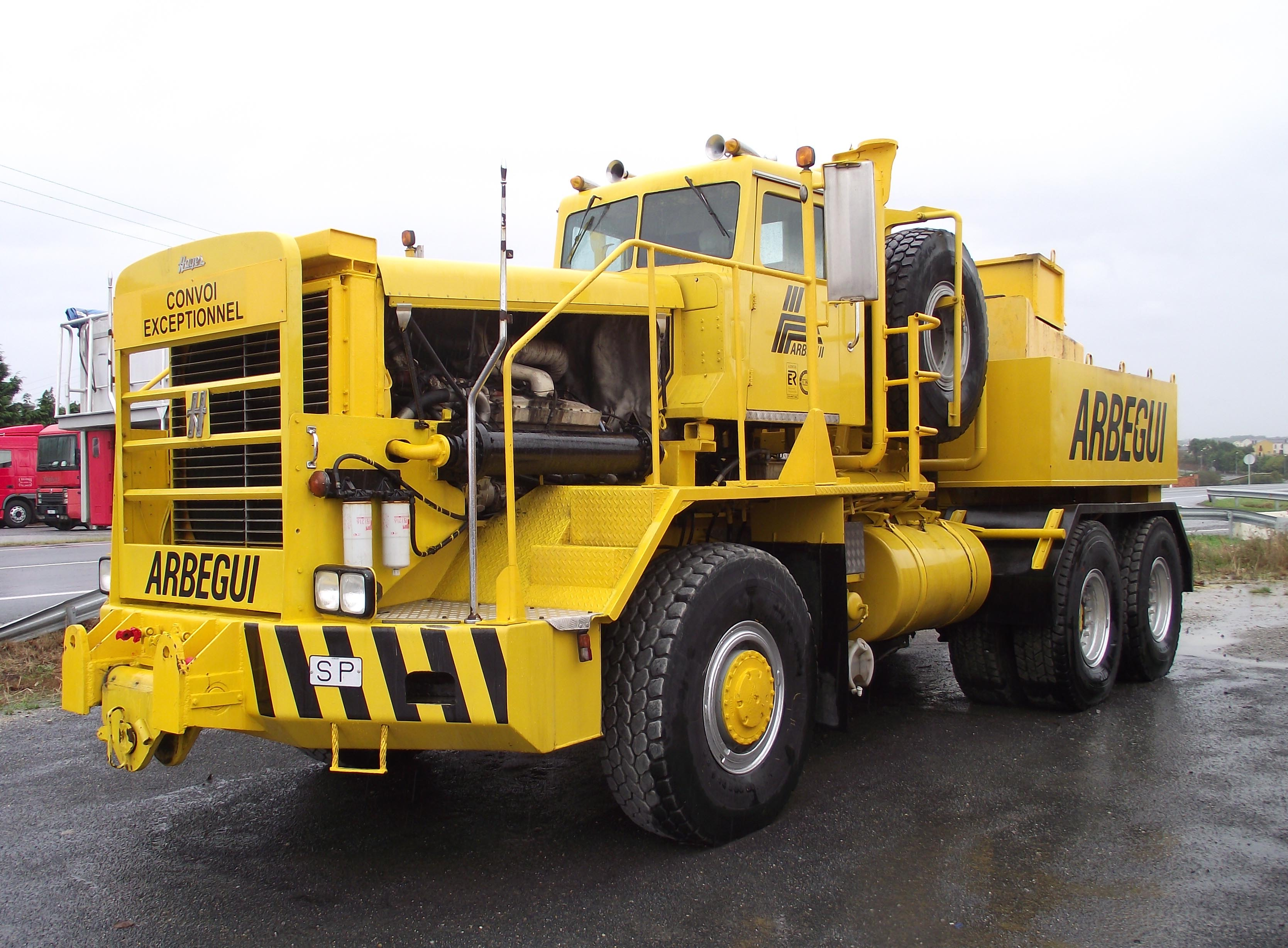
Надважка десятиколісна вантажівка Hayes